# Agra Fort (métro d'Agra)
Agra Fort est une station de métro à Agra, dans l'Uttar Pradesh, en Inde,. Située sur la seule ligne du métro d'Agra entre Mankameshwar et Taj Mahal, elle a ouvert le 6 mars 2024, au lancement de ce réseau.